# Monasterio de Dysert O'Dea
El Monasterio de Dysert O'Dea (en inglés: Dysert O'Dea Monastery) se encuentra cerca de Corofin en el condado de Clare, en Irlanda, se trata de los restos de un monasterio cristiano primitivo que fue fundado por St. Tola, quien murió cerca del año 735, aunque la mayor parte de las edificios actuales datan del período a partir del siglo XII.
El monasterio Dysert O'Dea es el sitio donde se encuentra la iglesia de Dysert O'Dea y los restos de una torre de ronda. La iglesia contiene muchas tumbas largas olvidadas con algunas cruces. Las partes más interesantes de la iglesia son la ventana del este, que está hecho hacia arriba con tres arcos elevados, y la puerta de entrada bellamente tallada, hecha de cuatro arcos.